# Viplais
Viplaix és un municipi francès, situat al departament de l'Alier i a la regió d'Alvèrnia-Roine-Alps. L'any 2007 tenia 274 habitants.

## Demografia

### Població
El 2007 la població de fet de Viplaix era de 274 persones. Hi havia 135 famílies de les quals 52 eren unipersonals (20 homes vivint sols i 32 dones vivint soles), 47 parelles sense fills, 32 parelles amb fills i 4 famílies monoparentals amb fills.
La població ha evolucionat segons el següent gràfic:
Habitants censats

### Habitatges
El 2007 hi havia 277 habitatges, 136 eren l'habitatge principal de la família, 81 eren segones residències i 59 estaven desocupats. 269 eren cases i 7 eren apartaments. Dels 136 habitatges principals, 110 estaven ocupats pels seus propietaris, 22 estaven llogats i ocupats pels llogaters i 5 estaven cedits a títol gratuït; 19 tenien dues cambres, 29 en tenien tres, 34 en tenien quatre i 55 en tenien cinc o més. 112 habitatges disposaven pel capbaix d'una plaça de pàrquing. A 62 habitatges hi havia un automòbil i a 52 n'hi havia dos o més.

### Piràmide de població
La piràmide de població per edats i sexe el 2009 era:
| Homes | Edats   | Dones |
| ----- | ------- | ----- |
| 0     | 95 o +  | 0     |
| 0     | 90 a 94 | 4     |
| 8     | 85 a 89 | 4     |
| 0     | 80 a 84 | 4     |
| 12    | 75 a 79 | 12    |
| 8     | 70 a 74 | 24    |
| 8     | 65 a 69 | 4     |
| 16    | 60 a 64 | 12    |
| 16    | 55 a 59 | 12    |
| 12    | 50 a 54 | 12    |
| 8     | 45 a 49 | 16    |
| 12    | 40 a 44 | 12    |
| 12    | 35 a 39 | 4     |
| 0     | 30 a 34 | 4     |
| 0     | 25 a 29 | 0     |
| 0     | 20 a 24 | 12    |
| 20    | 15 a 19 | 4     |
| 8     | 10 a 14 | 8     |
| 0     | 5 a 9   | 4     |
| 0     | 0 a 4   | 0     |

## Economia
El 2007 la població en edat de treballar era de 171 persones, 121 eren actives i 50 eren inactives. De les 121 persones actives 106 estaven ocupades (56 homes i 50 dones) i 15 estaven aturades (9 homes i 6 dones). De les 50 persones inactives 20 estaven jubilades, 12 estaven estudiant i 18 estaven classificades com a «altres inactius».

### Ingressos
El 2009 a Viplaix hi havia 156 unitats fiscals que integraven 313,5 persones, la mediana anual d'ingressos fiscals per persona era de 12.993 €.

### Activitats econòmiques
Dels 15 establiments que hi havia el 2007, 1 era d'una empresa alimentària, 4 d'empreses de comerç i reparació d'automòbils, 3 d'empreses de transport, 3 d'empreses d'hostatgeria i restauració, 1 d'una empresa d'informació i comunicació i 3 d'empreses de serveis.
Dels 2 establiments de servei als particulars que hi havia el 2009, 1 era una oficina de correu i 1 restaurant.
Dels 2 establiments comercials que hi havia el 2009, 1 era una botiga de menys de 120 m² i 1 una fleca.
L'any 2000 a Viplaix hi havia 34 explotacions agrícoles que ocupaven un total de 2.650 hectàrees.

## Equipaments sanitaris i escolars
El 2009 hi havia una escola elemental integrada dins d'un grup escolar amb les comunes properes formant una escola dispersa.

## Poblacions més properes
El següent diagrama mostra les poblacions més properes.